# Melkart
Melkart byl hlavní bůh foinického města Týru, který byl ctěn ve foinických koloniích v celém Středomoří.
Jeho jméno se vysvětluje od slov malk (král) a qart (město). Jako ochránce mořeplavby byl zobrazován jak jede na mořském koníčku. Původně však byl vegetačním božstvem jarní obrody. Byly mu obětovány zápalné oběti jako dalšímu kanaánskému bohu Baalovi.
Později byl ztotožněn s řeckým Héraklem. Podle Eudoxa z Knidu jej v Libyi zabila nestvůra Týfón, ale byl oživen (Héraklovým) synovcem a společníkem Ioláem vůní pečených křepelek.